# Sitobion berkemiae
Sitobion berkemiae är en insektsart. Sitobion berkemiae ingår i släktet Sitobion och familjen långrörsbladlöss. Inga underarter finns listade i Catalogue of Life.